# Гута-Юстиновка
Гута-Юстиновка (укр. Гута-Юстинівка) — село на Украине, находится в Пулинском районе Житомирской области.
Население по переписи 2001 года составляет 272 человека. Почтовый индекс — 12056. Телефонный код — 4131.

## Адрес местного совета
12056, Житомирская область, Пулинский р-н, с. Новый Завод, ул. К.Маркса, 3